# Peter Petroff
Peter Dimitroff Petroff (auch Petar Dimitrov Petrov, oder Petar Dimitrow Petrow, bulgarisch Петър Димитров Петров; * 21. Oktober 1919 in Brestovitza, Bulgarien; † 27. Februar 2003 in Huntsville, Alabama) war ein bulgarisch-US-amerikanischer Ingenieur, Erfinder und Abenteurer.
Als Sohn eines bulgarisch-orthodoxen Priesters wuchs Peter Petroff in einfachsten Verhältnissen in dem südbulgarischen Ort Brestovitza auf. Seine Ausbildung an einem Priesterseminar brach er 1939 ab, um in die französische Fremdenlegion einzutreten. Bei der Verteidigung der Maginot-Linie gegen die deutsche Wehrmacht geriet er 1940 in deutsche Kriegsgefangenschaft. Nach seiner Entlassung im März 1941 kehrte er nach Bulgarien zurück und trat als Offizier in die – damals mit dem Deutschen Reich verbündete – bulgarische Armee ein. Zu seinen Aufgaben gehörte der Dienst als Palastwache des Königs Boris III. von Bulgarien. Vor der anrückenden Roten Armee flüchtete er 1944 erneut nach Deutschland, wo er in Darmstadt und Stuttgart Elektrotechnik, Maschinenbau und Bauwesen studierte und 1947 mit Diplom abschloss.
1951 ging er zusammen mit seiner Frau Helen zunächst nach Toronto, dann zur Canadian Forces Base Goose Bay (Labrador) und Thule Air Base (Grönland), wo er für die US Air Force als Bauingenieur tätig war. Ab 1956 folgten Brücken- und Kraftwerksprojekte in Indochina. 1959 segelte er auf einem Katamaran aus eigener Herstellung nach Melbourne/Florida, wo er bei der Firma Radiation Inc. (heute Harris Corporation) in Kontakt zur Raumfahrttechnik kam. Hier war er für die Entwicklung von Halbleitern für Wetter- und Kommunikationssatelliten verantwortlich.
1963 zog es ihn nach Huntsville, wo er unter Wernher von Braun maßgeblich an der Entwicklung der Saturn-Raketen für das Apollo-Programm der NASA beteiligt war.
Im Jahre 1968 gründete Petroff ein erstes eigenes Unternehmen, Care Electrics, das unter anderem den ersten drahtlosen Herzmonitor für Krankenhäuser entwickelte. Die Firma, zwischenzeitlich umbenannt in Electro/Data, brachte 1971 die weltweit erste digitale Armbanduhr („Hamilton Pulsar“) zum Preis von 2100 Dollar auf den Markt.
1975 gründete er mit seinen Söhnen Alan, Ralph und Mark die Firma ADS Environmental Services, die Systeme für computergestützte Schadstoffmessungen entwickelte. 1989 wurde ADS an einen schwedischen Investor verkauft. Auch in der nächsten Firma seiner Söhne, Time Domain, die sich mit Ultrabreitband-Technologien beschäftigt, war Petroff bis zu seinem Tode im Jahr 2003 als Berater tätig.
Petroff begeisterte sich seit seiner Zeit in Deutschland für den Schiffbau; sein erstes selbstgebautes Boot entstand 1947. Im Laufe seines Lebens soll er insgesamt 60 Schiffe entworfen, gebaut oder renoviert haben, darunter die Gemini II, die seit 2001 als schwimmendes Waisenhaus in Mittelamerika im Einsatz ist.
Seit 2009 ist ihm zu Ehren die Landspitze Petroff Point an der Ostküste der Brabant-Insel in der Antarktis benannt.